# Delia coarctoides
Delia coarctoides este o specie de muște din genul Delia, familia Anthomyiidae, descrisă de Verner Michelsen în anul 2007.
Este endemică în Denmark. Conform Catalogue of Life specia Delia coarctoides nu are subspecii cunoscute.